# Andrano-Castiglione
Andrano-Castiglione (włoski: Stazione di Spongano) – stacja kolejowa w Castiglione d'Otranto, w prowincji Lecce, w regionie Apulia, we Włoszech.
Stacja jak i linia kolejowa jest obsługiwana przez Ferrovie del Sud Est. Znajduje się na linii Maglie – Gagliano del Capo.

## Linie kolejowe
- Maglie – Gagliano del Capo

## Usługi
- Kasy biletowe
- Parking
- Toalety
- Poczekalnia